# Ù tai
Ù tai là tình trạng con người cảm nhận được những âm thanh không đến từ môi trường bên ngoài hoặc những âm thanh không hề có. Tình trạng ù tai thực sự rất phổ biến, có thể bị ù tai trái, ù tai phải hoặc ù cả hai tai.
Về mặt y học, ù tai không phải là một bệnh lý riêng biệt mà nó là triệu chứng của các bệnh hoặc vấn đề nào đó liên quan đến thính lực, hệ thần kinh, sự lão hóa do tuổi tác hay sự ảnh hưởng của quá trình tuần hoàn máu...

## Triệu chứng
Ù tai được chia ra thành hai dạng chính đó là ù tai khách quan (tiếng ù xuất hiện ở nhiều người cùng một lúc trong cùng một môi trường và thời điểm; tình trạng này chỉ chiếm khoảng 5% tổng số trường hợp bị ù tai) và ù tai chủ quan (chỉ có người bệnh mới cảm nhận được tiếng ù tai).
Khi bị ù tai, bệnh nhân có thể nhận thấy những dấu hiệu như sau:
- Cảm giác đau nhức, hơi nhói lên bên trong tai
- Xuất hiện tiếng ù ù từ bên trong tai
- Nghe âm thanh không rõ, không phân biệt được những tín hiệu âm thanh tương tự nhau
- Có cảm giác đầy tai hoặc có áp lực bên trong tai
- Một số trường hợp nghiêm trọng do chịu áp lực có thể mất khả năng nghe, xuất huyết tai hoặc nôn mửa.

## Nguyên nhân
Bệnh ù tai kéo dài có thể đến từ rất nhiều nguyên nhân và ngay từ những thói quen thường ngày cũng có thể khiến bạn phải đối mặt với tình trạng ù tai thường xuyên.

### Những tác nhân kích thích từ môi trường sống
Trong môi trường sinh hoạt và làm việc có thể tồn tại những nguyên nhân tiềm ẩn khiến bạn bị ù tai ví dụ như tiếp xúc thường xuyên với những âm thanh lớn và liên tục. Tiếng ồn có ảnh hưởng lớn đối với hệ thần kinh thính giác và nó cũng là nguyên nhân chủ yếu dẫn đến tình trạng ù tai. Thậm chí, với những tiếng ồn quá lớn và đột ngột, người bệnh còn có nguy cơ bị thủng màng nhĩ gây tình trạng ù tai hoặc điếc đột ngột ngay từ lần đầu nghe chúng.

### Thói quen sống không tốt
Một số thói quen sống không tốt có thể khiến bạn bị ù tai như nghe nhạc với âm lượng lớn, đeo tai phone thường xuyên, thường xuyên nói to, la hét hay tiếp xúc với những người hay nói to, gào thét.
Sử dụng các chất kích thích trong thời gian dài như nghiện thuốc lá, uống rượu bia thường xuyên cũng làm khả năng mắc bệnh ù tai tăng lên đáng kể.

### Tình trạng sức khỏe không tốt
Tình trạng sức khỏe không tốt, chức năng đề kháng kém, thường xuyên mắc các bệnh cảm cúm hoặc bệnh tai mũi họng liên quan cũng là tiền đề gây bệnh ù tai.
Tuổi tác và sự thay đổi nồng độ hormone trong cơ thể có thể làm ảnh hưởng tới chức năng cảm thụ âm thanh hoặc tình trạng ù tai.

### Những vấn đề khác về tai
Lâu ngày không vệ sinh, lấy ráy tai, tai bị nước vào hoặc ống tai bị nghẹt bởi dị vật sẽ cản trở đường truyền của âm thanh đến tai, khiến hệ thần kinh và ốc tai không còn nhạy cảm với âm thanh, lâu ngày dẫn đến tình trạng ù tai.
Ù tai có thể phát sinh bởi hệ quả của hội chứng Meniere. Hội chứng này thường dấn đến hiện tượng bị ù 1 bên tai, kéo dài, liên tục trong thời gian dài.
Chứng bệnh xơ cứng tai, có u lành tính bên trong tai cũng khiến bạn bị ù tai.

### Một số bệnh có liên quan đến ù tai
Những bất thường về tuần hoàn máu như cao huyết áp, dị dạng mạch máu, xơ vữa động mạch, tiểu đường hay bệnh tim; hội chứng rối loạn khớp thái dương hàm (còn gọi là hội chứng TMJ) tác động lên cơ tai và gây hội chứng ù tai.
Những chấn thương khu vực đầu và cổ do tai nạn, bị đánh... làm tổn thương đến dây thần kinh thính giác, những cơ quan bên trong tai cũng gây ra tình trạng ù tai.

### Ù tai có thể là tác dụng phụ của một số loại thuốc
Một số loại thuốc điều trị bệnh có thể có tác dụng không mong muốn đó là gây nhiễm độc cho tai, ảnh hưởng đến chức năng nghe như thuốc điều trị trầm cảm, thuốc tiểu đường, thuốc cao huyết áp...

## Ảnh hưởng
Ù tai gây ra những trở ngại lớn trong sinh hoạt và cuộc sống thường ngày là điều mà bất cứ bệnh nhân nào cũng nhận thấy được. Tuy nhiên, bệnh ù tai có nguy hiểm không còn phụ thuộc vào tình trạng và nguyên nhân gây ra ù tai.
Với những tình trạng ù tai sinh lý thông thường, các bạn chỉ cần sử dụng một số mẹo đơn giản để hạn chế và có thể nói nó không tác động nhiều hay gây nguy hiểm đến sức khỏe cho người bệnh.
Đối với những trường hợp ù tai có liên quan đến bệnh lý khác như viêm tai giữa, thủng màng nhĩ, các chứng bệnh liên quan đến thần kinh... cần được thăm khám và có biện pháp xử lý kịp tời tránh tình trạng bệnh trở nên nghiêm trọng và gây ra biến chứng.

## Cách chữa
Nếu ù tai do sự thay đổi áp suất do đi máy bay hoặc lặn dưới nước, đừng quá lo lắng bởi khi bạn trở lại với điều kiện môi trường bình thường, áp suất cân bằng lại, tình trạng ù tai sẽ nhanh chóng biến mất.
Khi bạn bị ù tai kéo dài, xảy ra lặp đi lặp lại với tần suất liên tục ảnh hưởng đến đời sống sinh hoạt, bị chảy máu tai, đau tai... thì hãy đến cơ sở y tế chuyên khoa tai mũi họng uy tín để được kiểm tra và có phương án điều trị thích hợp.
Điều trị nội khoa theo đơn của bác sĩ điều trị trong trường hợp xác định có thể điều trị nội khoa. Người bệnh nên nghiêm chỉnh chấp hành những vấn đề mà bác sĩ đưa ra, tuyệt đối không tự ý mua thuốc về uống hay ngưng dùng thuốc khi chưa hết phác đồ điều trị.
Thực hiện phẫu thuật trong những trường hợp nghiêm trọng: Một số rường hợp được chỉ định thực hiện phẫu thuật để chấm dứt tình trạng ù tai như ùa tai do viêm tai giữa có mủ, cần trích rạch màng nhĩ để thoát mủ, cân bằng áp lực trong tai. Nếu kéo dài không điều trị, rất có thể ù tai sẽ gây biến chứng khiến người bệnh bị mất thính lực hoàn toàn.
Liệu pháo kích hoạt âm thanh đa nguyên: được xem là một phương pháp điều trị ù tai chuyên biệt mang lại những hiệu quả ưu việt trong điều trị ù tai kéo dài Phương pháp này tác động trực tiếp lên hệ thống thần kinh trung ương, khống chế tình trạng ù tai.
Khi lựa chọn phương pháp điều trị ù tai, cần xem xét đến tình trạng và nguyên nhân dẫn đến ù tai mới có thể mang lại được hiệu quả triệt để.
Nếu có thể (hoặc bạn đang gấp) thì hãy thử nuốt nước bọt xem.

## Phòng bệnh
Bạn có thể chuẩn bị trước trong một số trường hợp để ngăn chặn và giảm thiểu tình trạng ù tai
Ngáp, nhai kẹo cao su và nuốt nước bọt là những biện pháp đơn giản nhất để giảm áp lực bên trong tai, hạn chế nguy cơ bạn bị ù tai.
Cân bằng áp lực bằng cách hít sâu, bịt mũi, ngậm chặt miệng và thổi hơi ra theo đường tai có tác dụng tạo một áp lực ngược với sức ép bên ngoài, giảm cảm giác ù tai.
Sử dụng dụng cụ bịt lỗ tai: Khi đi máy bay thường được phát những chiếc nút lỗ tai. Dùng nó bịt lỗ tai trong suốt quá trình bay sẽ hạn chế đáng kể tình trạng này.
Giải quyết tình trạng tắc nghẽn vòi nhĩ
Khi bạn bị cảm cúm, viêm mũi, viêm xoang rất dễ dẫn đến tình trạng tắc nghẽn vòi nhĩ gây ù tai. Bạn có thể dùng thuốc xịt mũi hoặc các biện pháp trị tắc nghẽn bác sĩ khuyên dùng để giảm thiểu nguy cơ ù tai.
Ù tai tuy không là bệnh nguy hiểm nhưng nó có thể là dấu hiệu của những căn bệnh khác hoặc gây biến chứng đáng lo ngại. Khi bị ù tai kéo dài ảnh hưởng đến đời sống hay chất lượng công việc của mình, bạn cần đến trung tâm y tế uy tín để được kiểm tra, xác định nguyên nhân và có biện pháp điều trị triệt để.